# Långmon
Långmon är ett naturreservat i Sollefteå kommun i Västernorrlands län.
Området är naturskyddat sedan 2012 och är 47 hektar stort. Reservatet består av tallskog på vad som varit sanddyner samt några myrar och en tjärn, Långmotjärnen.